# كارل يوسف فون فيرميان
كارل يوسف فون فيرميان (15 أغسطس 1716 – 20 يوليو 1782) كان نبيلا نمساويا، وقد كان مفوضا من لومبارديا إلى هابسبورغ، وق كان ابن أخ ليوبولد أنطون فون فيرميان.